# Sacrilege
Sacrilege è un singolo del gruppo musicale statunitense Yeah Yeah Yeahs, pubblicato il 25 febbraio 2013 come primo estratto dal quarto album in studio Mosquito.

## Accoglienza
Sacrilege è stata nominata "Miglior canzone" della Pitchfork il 26 febbraio 2013.

## Video musicale
Il videoclip è stato diretto da Megaforce ed è uscito il 26 marzo 2013. Il video è composto da sequenze in ordine cronologico inverso di eventi che delineano gli eventi che conducono un gruppo di persone che sparano un uomo e una donna che bruciano viva. La band non viene mostrata nel video.

## Tracce
Download digitale
1. Sacrilege – 3:50

7"
- Lato A

1. Sacrilege – 3:50

- Lato B

1. Mosquito – 3:24

## Classifiche
| Classifica (2013)         | Posizione massima |
| ------------------------- | ----------------- |
| Regno Unito               | 172               |
| Stati Uniti (alternative) | 33                |
| Stati Uniti (rock)        | 49                |